# Chropotínský háj
Chropotínský háj je přírodní rezervace poblíž obce Ledce v okrese Hradec Králové. Oblast spravuje Krajský úřad Královéhradeckého kraje. Důvodem ochrany je zbytek lužního lesa s bohatou vegetací.

## Flóra
Rezervaci tvoří dubohabřina svazu Carpinions bohatým bylinným podrostem. Z ohrožených druhů rostlin se zde vyskytuje áron plamatý (Arum maculatum), bledule jarní (Leucojum vernum), lilie zlatohlávek (Lilium martagon), dymnivka plná (Corydalis solida), svízel severní (Galium boreale), zapalice žluťuchovitá (Isopyrum thalictroides), lýkovec jedovatý (Daphne mezereum) a jilm habrolistý (Ulmus minor).

## Fauna
Z obratlovců zde byl zaznamenán výskyt holuba doupňáka (Columba oenas), strakapouda prostředního (Dendrocopos medius), lejska šedého (Muscicapa striata) a žluvy hajní (Oriolus oriolus).

## Galerie

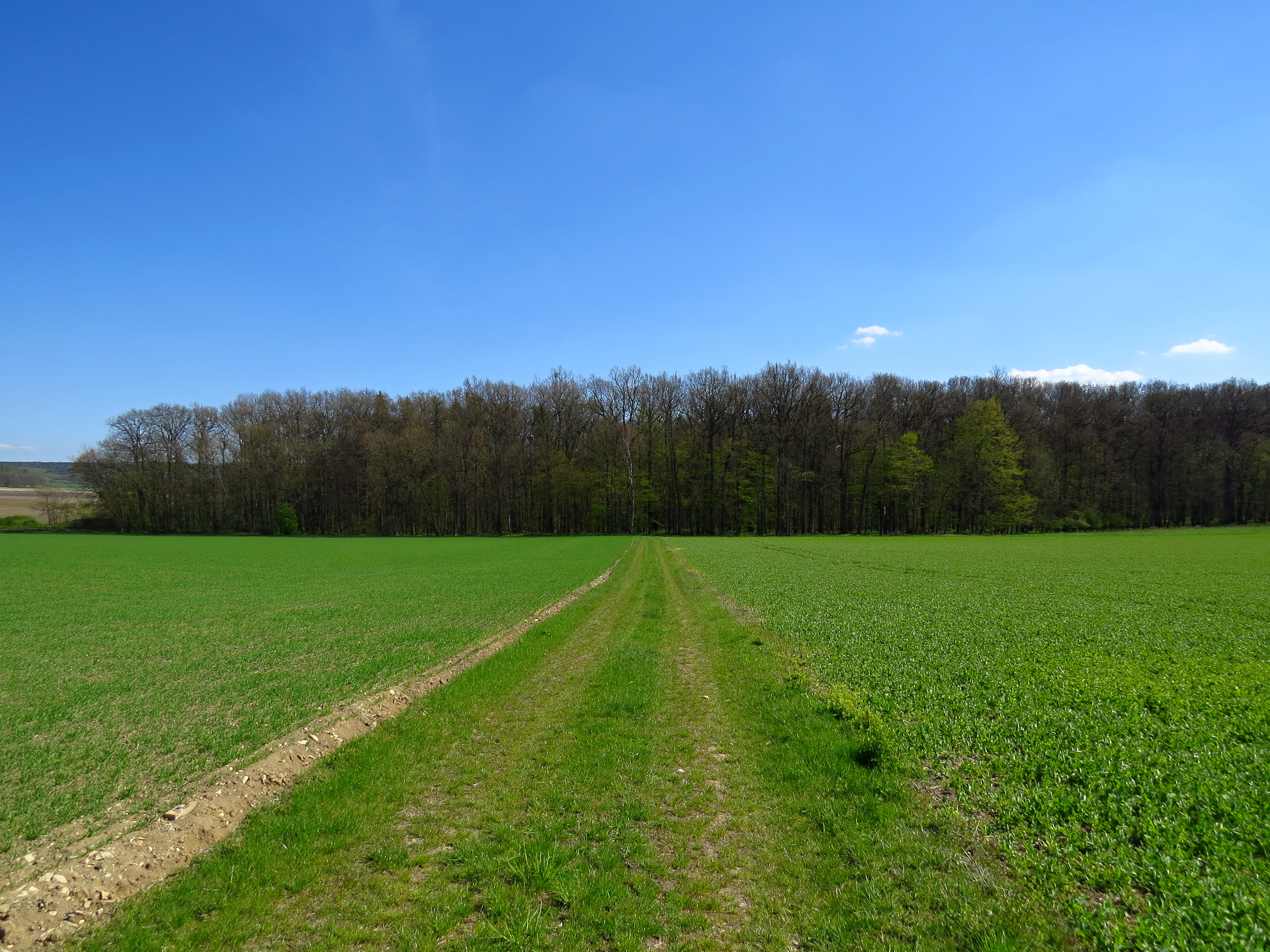
Celkový pohled na rezervaci
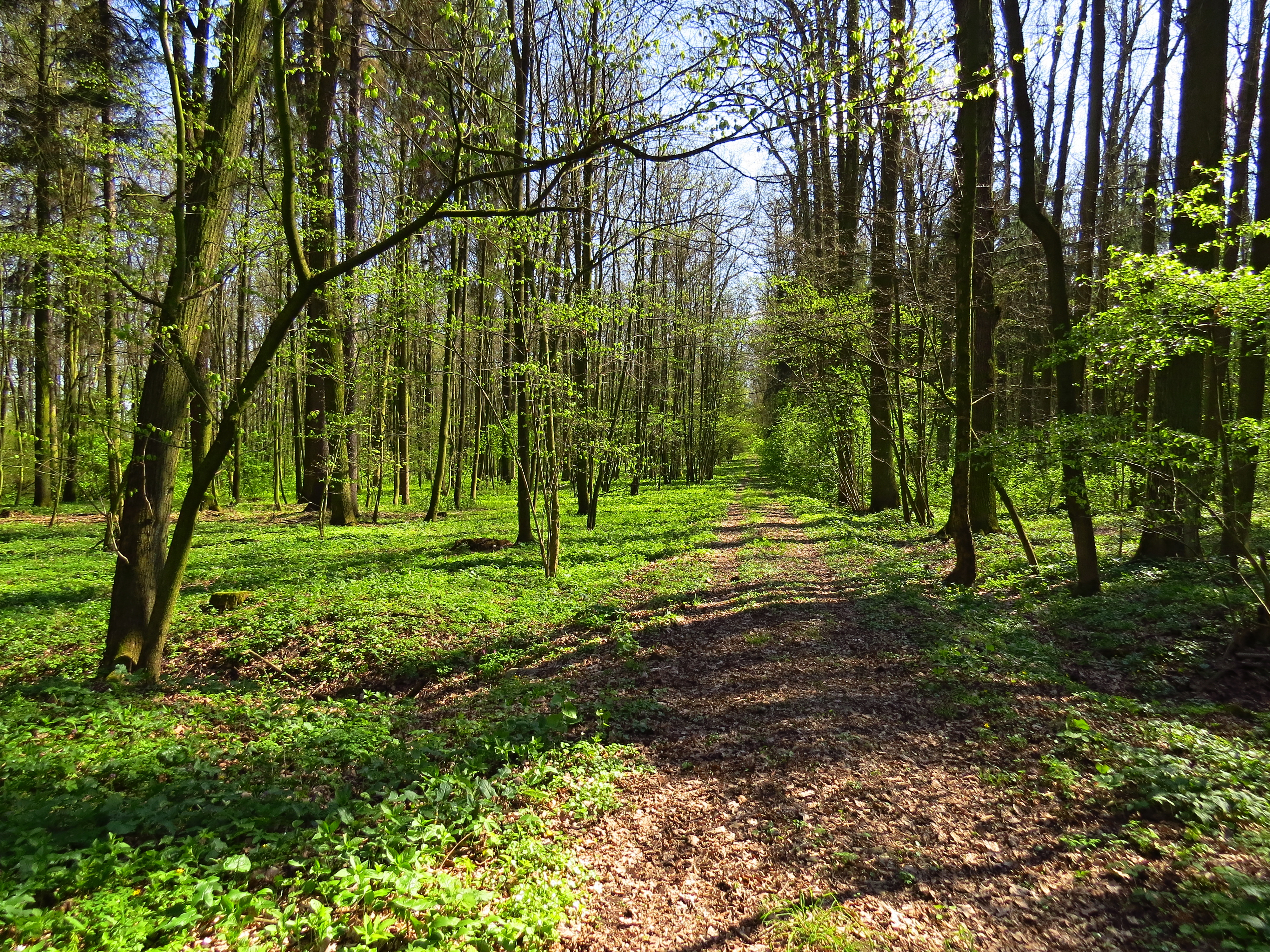
Jediná lesní cesta v rezervaci
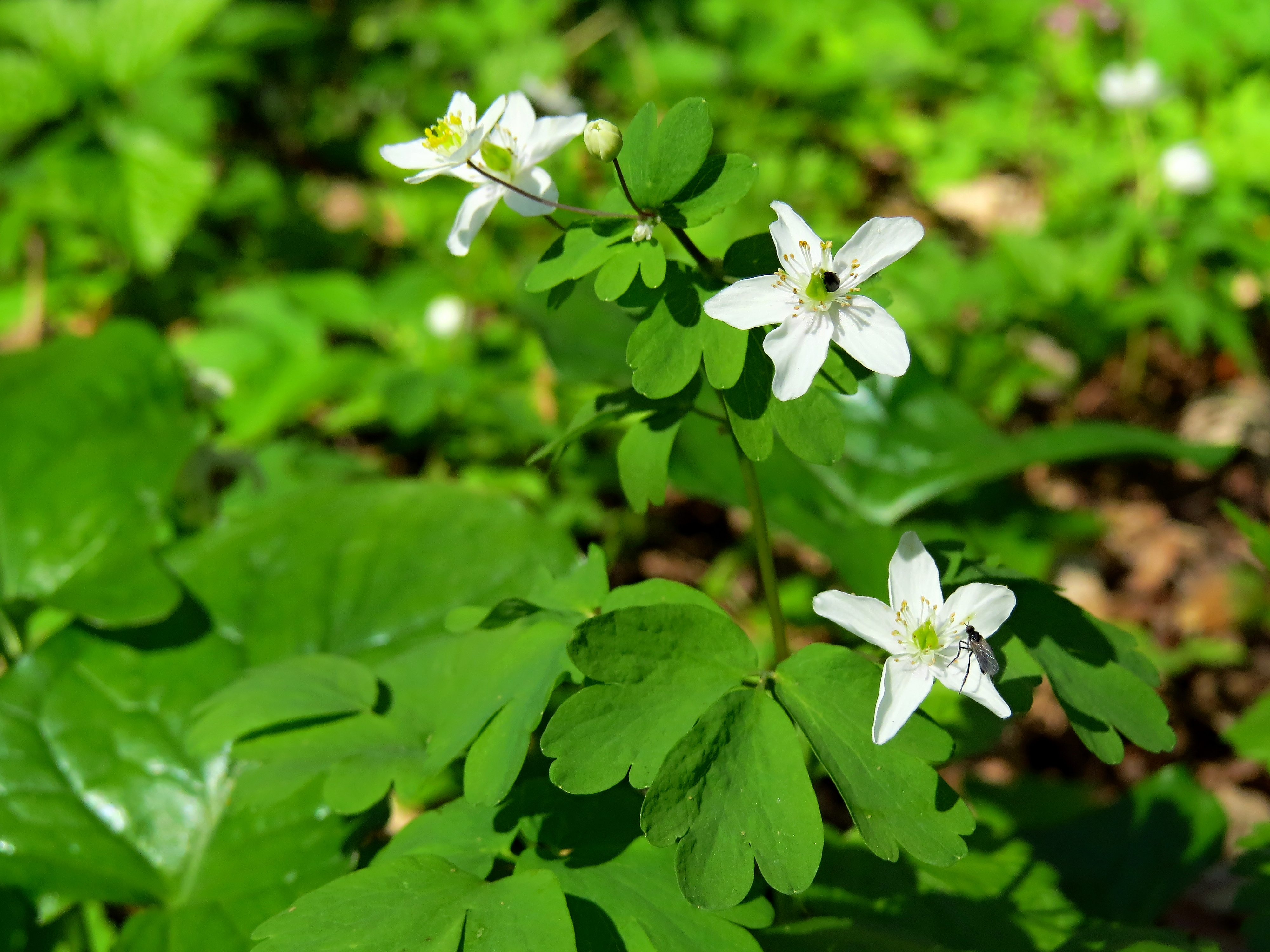
Zapalice žluťuchovitá
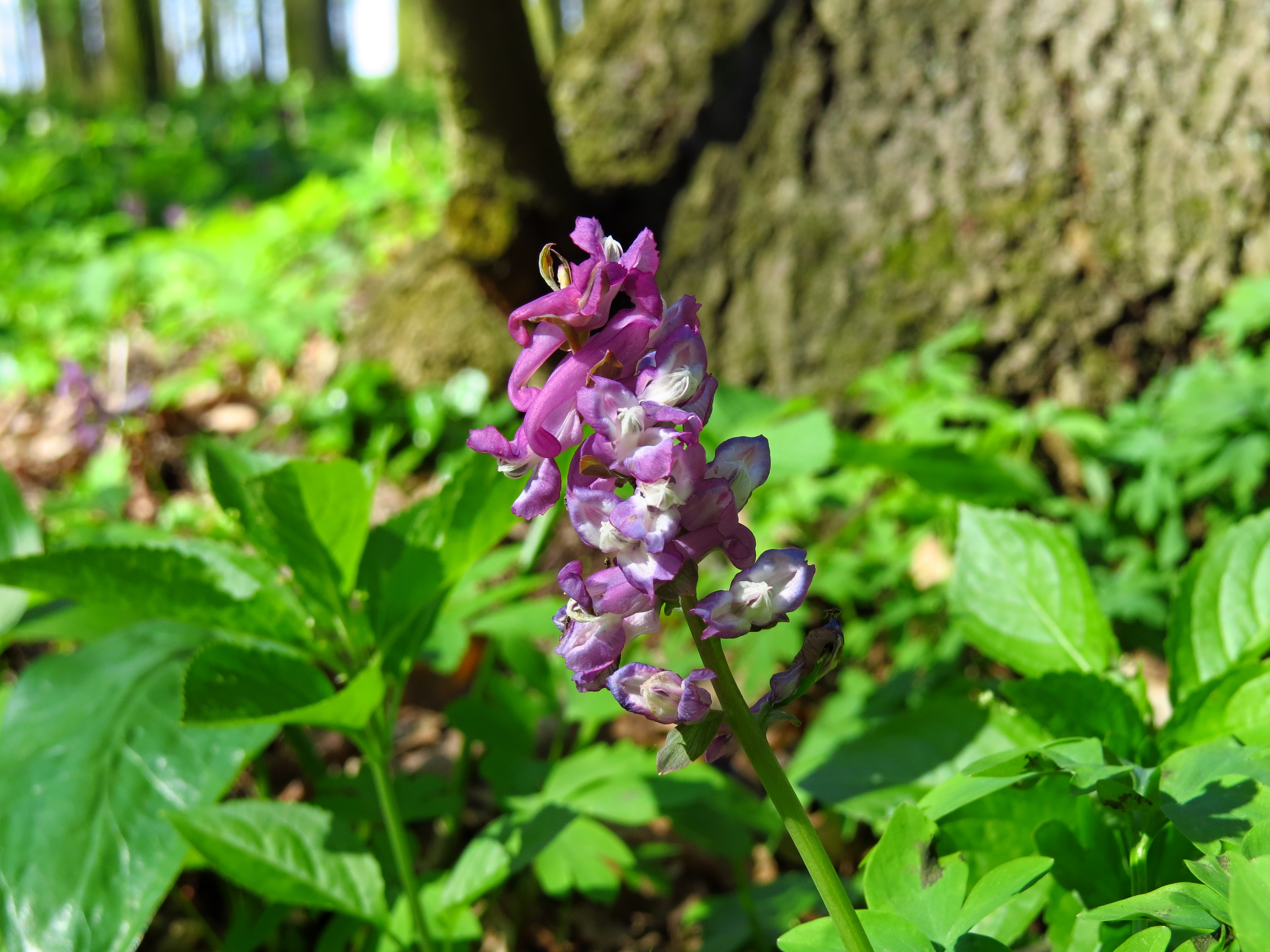
Dymnivka plná